# Fabula lui Schleicher

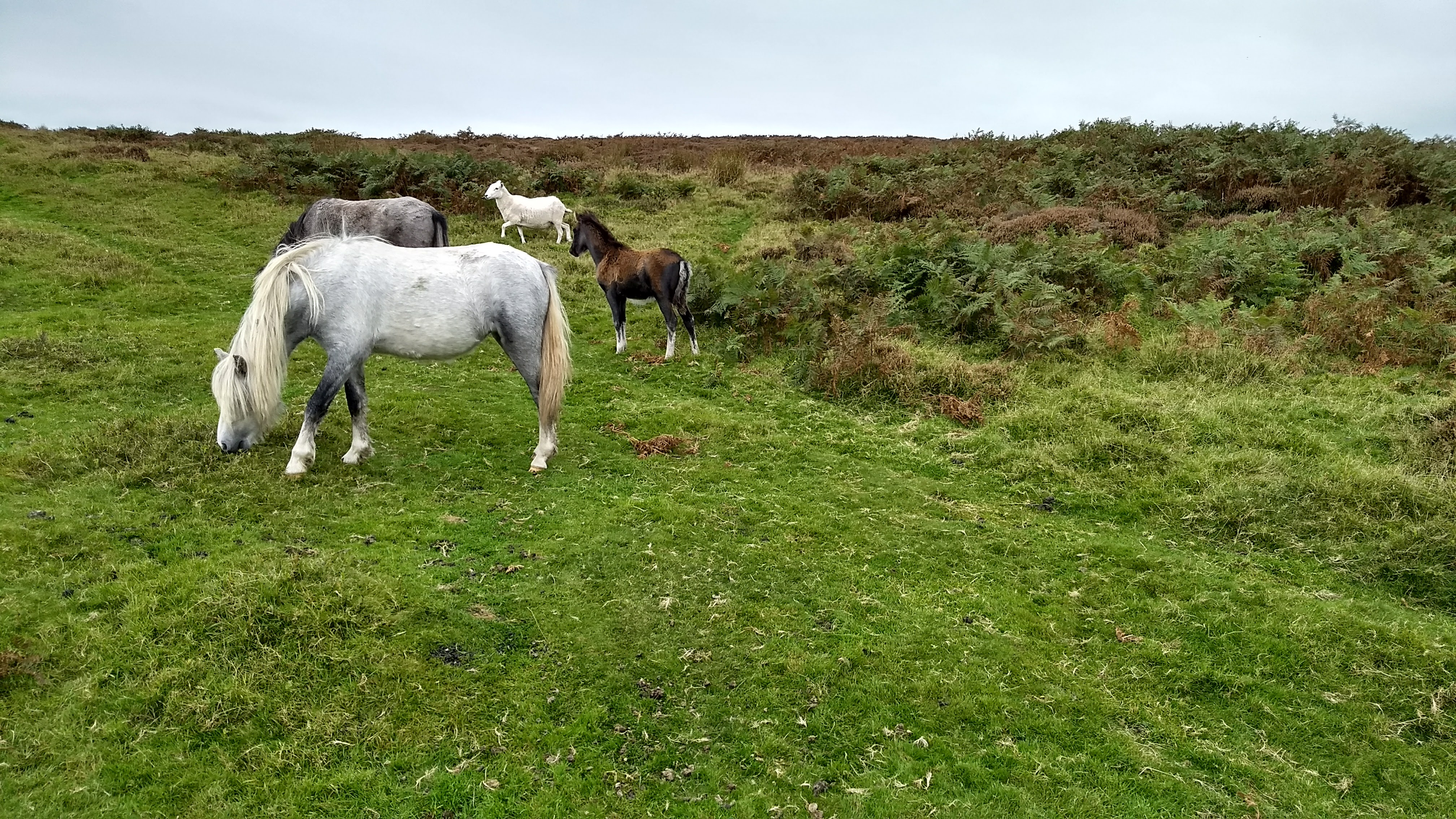
Fabula descrie o conversație între o oaie și câțiva cai

Fabula lui Schleicher este un text alcătuit ca o versiune reconstituită a limbii protoindo-europene (PIE), publicat de August Schleicher în 1868. Schleicher a fost primul om de știință care a compus un text în limba PIE. Fabula este intitulată Avis akvāsas ka („Oaia și caii”). Ulterior, diverși cercetători au publicat versiuni revizuite ale fabulei lui Schleicher, deoarece teoria felului în care este pronunțată și se comportă limba PIE s-a schimbat în timp. Textele paralele rezultate sunt o ilustrare a schimbărilor semnificative pe care le-a suferit reconstrucția limbii în ultimii 150 de ani de eforturi academice.
Prima revizuire a fabulei lui Schleicher a fost făcută de Hermann Hirt (publicată de Arntz în 1939). O a doua revizuire a fost publicată de Winfred Lehmann și Ladislav Zgusta în 1979. O altă versiune realizată de Douglas Q. Adams a apărut în Encyclopedia of Indo-European Culture (1997:501). În 2007, Frederik Kortlandt a publicat încă o versiune pe pagina sa de internet.

## Oaia și caii

### Schleicher (1868)

#### Avis akvāsas ka
Avis, jasmin varnā na ā ast, dadarka akvams, tam, vāgham garum vaghantam, tam, bhāram magham, tam, manum āku bharantam. Avis akvabhjams ā vavakat: kard aghnutai mai vidanti manum akvams agantam.
Akvāsas ā vavakant: krudhi avai, kard aghnutai vividvant-svas: manus patis varnām avisāms karnauti svabhjam gharmam vastram avibhjams ka varnā na asti.
Tat kukruvants avis agram ā bhugat.

#### Traducerea în germană a lui Schleicher
[Das] schaf und [die] rosse.

[Ein] schaf, [auf] welchem wolle nicht war (ein geschorenes schaf) sah rosse, das [einen] schweren wagen fahrend, das [eine] große last, das [einen] menschen schnell tragend. [Das] schaf sprach [zu den] rossen: [Das] herz wird beengt [in] mir (es thut mir herzlich leid), sehend [den] menschen [die] rosse treibend. [Die] rosse sprachen: Höre schaf, [das] herz wird beengt [in den] gesehen-habenden (es thut uns herzlich leid, da wir wissen): [der] mensch, [der] herr macht [die] wolle [der] schafe [zu einem] warmen kleide [für] sich und [den] schafen ist nicht wolle (die schafe aber haben keine wolle mehr, sie werden geschoren; es geht ihnen noch schlechter als den rossen). Dies gehört-habend bog (entwich) [das] schaf [auf das] feld (es machte sich aus dem staube).

#### Traducerea în română
Oaia și caii

O oaie fără lână a văzut caii, unul dintre ei trăgând o căruță grea, altul provizii grele, iar altul cărând un om. Oaia a spus cailor: „mă doare inima văzând un om care conduce cai”. Caii au răspuns: „Uite, oaie, pe noi ne dor inimile când vedem asta: un om, stăpânul, care face din lâna oii o îmbrăcăminte călduroasă pentru el. Iar oaia rămâne fără lână”. Auzind acestea, oaia a fugit înspre câmpie.

### Hirt (1939)
Owis ek'wōses-kʷe
„Owis, jesmin wᵇlənā ne ēst, dedork'e ek'wons, tom, woghom gʷᵇrum weghontm̥, tom, bhorom megam, tom, gh'ьmonm̥ ōk'u bherontm̥. Owis ek'womos ewьwekʷet: k'ērd aghnutai moi widontei gh'ᵇmonm̥ ek’wons ag'ontm̥. Ek'wōses ewᵇwekʷont: kl'udhi, owei!, k'ērd aghnutai widontmos: gh'ᵇmo, potis, wᵇlənām owjôm kʷr̥neuti sebhoi ghʷermom westrom; owimos-kʷe wᵇlənā ne esti. Tod k'ek'ruwos owis ag'rom ebhuget.”

### Lehmann and Zgusta (1979)
Owis eḱwōskʷe
„Gʷərēi owis, kʷesjo wl̥hnā ne ēst, ek̂wōns espek̂et, oinom ghe gʷr̥um woĝhom weĝhontm̥, oinomkʷe meǵam bhorom, oinomkʷe ĝhm̥enm̥ ōk̂u bherontm̥.
Owis nu ek̂wobh(y)os (ek̂womos) ewewkʷet: "k̂ēr aghnutoi moi ek̂wōns aĝontm̥ nerm̥ widn̥tei".
Eḱwōs tu ewewkʷont: "k̂ludhi, owei, k̂ēr ghe aghnutoi n̥smei widn̥tbh(y)os (widn̥tmos): nēr, potis, owiōm r̥ wl̥hnām sebhi gʷhermom westrom kʷrn̥euti. Neǵhi owiōm wl̥hnā esti".
Tod k̂ek̂luwōs owis aĝrom ebhuget.”

### Danka (1986)
Owis ek'woi kʷe
„Owis, jesmin wl̥nā ne ēst, dedork'e ek'wons woghom gʷr̥um weghontn̥s - bhorom meg'əm, monum ōk'u bherontn̥s. Owis ek'wobhos eweukʷet: K'erd aghnutai moi widn̥tei g'hm̥onm̥ ek'wons ag'ontm̥. Ek'woi eweukʷont: K'ludhi, owi, k'erd aghnutai dedr̥k'usbhos: monus potis wl̥nām owiōm temneti: sebhei ghʷermom westrom - owibhos kʷe wl̥nā ne esti. Tod k'ek'luwōs owis ag'rom ebhuget.”

### Adams (1997)
H₂óu̯is h₁ék̂u̯ōs-kʷe
„Gʷr̥hₓḗi h₂óu̯is, kʷési̯o u̯lh₂néh₄ ne (h₁é) est, h₁ék̂u̯ons spék̂et, h₁oinom ghe gʷr̥hₓúm u̯óĝhom u̯éĝhontm̥ h₁oinom-kʷe méĝhₐm bhórom, h₁oinom-kʷe ĝhménm̥ hₓṓk̂u bhérontm̥. h₂óu̯is tu h₁ek̂u̯oibh(i̯)os u̯eukʷét: 'k̂ḗr hₐeghnutór moi h₁ék̂u̯ons hₐéĝontm̥ hₐnérm̥ u̯idn̥téi. h₁ék̂u̯ōs tu u̯eukʷónt: 'k̂ludhí, h₂óu̯ei, k̂ḗr ghe hₐeghnutór n̥sméi u̯idn̥tbh(i̯)ós. hₐnḗr, pótis, h₂éu̯i̯om r̥ u̯l̥h₂néhₐm sebhi kʷr̥néuti nu gʷhérmom u̯éstrom néĝhi h₂éu̯i̯om u̯l̥h₂néhₐ h₁ésti.' Tód k̂ek̂luu̯ṓs h₂óu̯is hₐéĝrom bhugét.”

### Lühr (2008)
h₂ówis h₁ék’wōskʷe
„h₂ówis, (H)jésmin h₂wlh₂néh₂ ne éh₁est, dedork'e (h₁)ék'wons, tóm, wóg'ʰom gʷérh₂um wég'ʰontm, tóm, bʰórom még'oh₂m, tóm, dʰg'ʰémonm h₂oHk'ú bʰérontm. h₂ówis (h₁)ék'wobʰos ewewkʷe(t): k'ḗrd h₂gʰnutoj moj widntéj dʰg'ʰmónm (h₁)ék'wons h₂ég'ontm. (h₁)ék'wōs ewewkʷ: k'ludʰí, h₂ówi! k'ḗrd h₂gʰnutoj widntbʰós: dʰg'ʰémō(n), pótis, h₂wlnéh₂m h₂ówjom kʷnewti sébʰoj gʷʰérmom wéstrom; h₂éwibʰoskʷe h₂wlh₂néh₂ né h₁esti. Tód k'ek'luwṓs h₂ówis h₂ég'rom ebʰuge(t).”

### Voyles and Barrack (2009)
Owis eḱwōs kʷe
„Owis, jāi wl̥nā ne eest, dedorḱe eḱwons, tom woǵʰom gʷr̥um weǵʰontm̥, tom bʰorom meǵm̥, tom ǵʰm̥onm̥ ōku bʰerontm̥. Owis eḱwobʰjos eweket: "Ḱerd angʰetai moi widontei ǵʰm̥onm̥ eḱwons aǵontm̥". Eḱwos wewekur: "Ḱludʰe, owei! Ḱerd angʰetai widontbʰjos: ǵʰm̥on, potis, wl̥nam owijōm kʷr̥neti soi gʷʰermom westrom; owibʰjos kʷe wl̥nā ne esti". Tod ḱeḱlōts owis aǵrom ebʰuget.”

### Kortlandt (2007, revised 2010)
ʕʷeuis ʔiḱ:ueskʷ:e
„ʕʷeuis i ʕueli nēʔst ʔeḱ:ums uēit:, t:o kʷ'rʕeum uoḱom uḱent:m, t:o mḱ'eʕm porom, t:o tḱmenm ʔoʔḱ:u prent:m. uēuk:t ʕʷeuis ʔiḱ:uos, ʕetḱo ʔme ḱ:ērt ʕnerm uit'ent:i ʔeḱ:ums ʕḱ'ent:m. ueuk:nt: ʔiḱ:ues, ḱ:luti ʕʷue, ʕetḱo nsme ḱ:ērt: uit'ent:i, ʕnēr p:ot:is ʕʷuiom ʕueli sue kʷermom uesti kʷ:rneut:i, ʕʷuēi kʷ:e ʕueli neʔsti. t:o ḱ:eḱ:luus ʕʷeuis pleʕnom pēuk't.”
După separarea ramurilor anatoliană și tochariană:
„ʕʷeuis ioi ʕulʔneʕ nēʔs ʔeḱuns ʔe uēi'd, tom 'gʷrʕeum uoǵom ueǵontm, tom m'ǵeʕm borom, tom dǵmenm ʔoʔḱu berontm. ʔe uēuk ʕʷeuis ʔeḱumus, ʕedǵo ʔmoi ḱēr'd ʕnerm ui'denti ʔeḱuns ʕe'ǵontm. ʔe ueukn'd ʔiḱues, ḱludi ʕʷuei, ʕedǵo nsmi ḱēr'd ui'denti, ʕnēr potis ʕʷuiom ʕulʔneʕm subi gʷermom uesti kʷrneuti, ʕʷuimus kʷe ʕulʔneʕ neʔsti. to'd ḱeḱluus ʕʷeuis pleʕnom bēu'g.”

### Byrd (2013)
H₂óu̯is h₁éḱu̯ōs-kʷe
„h₂áu̯ei̯ h₁i̯osméi̯ h₂u̯l̥h₁náh₂ né h₁ést, só h₁éḱu̯oms derḱt. só gʷr̥hₓúm u̯óǵʰom u̯eǵʰed; só méǵh₂m̥ bʰórom; só dʰǵʰémonm̥ h₂ṓḱu bʰered. h₂óu̯is h₁ékʷoi̯bʰi̯os u̯eu̯ked: "dʰǵʰémonm̥ spéḱi̯oh₂ h₁éḱu̯oms-kʷe h₂áǵeti, ḱḗr moi̯ agʰnutor". h₁éḱu̯ōs tu u̯eu̯kond: "ḱludʰí, h₂ou̯ei̯! tód spéḱi̯omes, n̥sméi̯ agʰnutór ḱḗr: dʰǵʰémō, pótis, sē h₂áu̯i̯es h₂u̯l̥h₁náh₂ gʷʰérmom u̯éstrom u̯ept, h₂áu̯ibʰi̯os tu h₂u̯l̥h₁náh₂ né h₁esti". tód ḱeḱluu̯ṓs h₂óu̯is h₂aǵróm bʰuged.”

## Diferențe între versiuni
Unele dintre diferențele dintre texte sunt pur și simplu convenții ortografice diferite: w și u̯, de exemplu, sunt doar simboluri diferite pentru a indica același sunet, un u consonantic, astfel că wóĝhom și u̯óǵʰom sunt de fapt aceeași reconstrucție. Cu toate acestea, multe alte diferențe trebuie explicate prin opinii foarte divergente cu privire la sistemele fonologic și morfologic ale PIE.
Reconstrucția lui Schleicher a presupus că vocalismul o/e era secundar, iar versiunea sa de PIE se bazează mult mai mult pe sanscrită decât reconstrucțiile moderne.
Hirt a introdus vocalismul o/e, rezonante silabice, consoane labiovelare și velare palatalizate.
Lehmann și Zgusta au introdus câteva lexeme alternative (pronumele relativ kʷesjo; cuvântul nēr 'om'), și au folosit teoria laringală: textul lor folosește un singur h (wl̥hnā), pentru ceea ce ei par să accepte ca fiind o singură consoană laringală în PIE.
Adams a fost primul care a reprezentat pe deplin teoria laringală în versiunea sa a fabulei. Judecând după text, el pare să presupună patru foneme laringale diferite. În consecință, textul lui Adams nu mai prezintă vocala lungă ā.
Versiunea lui Kortlandt reprezintă o deviație radicală de la textele anterioare în mai multe moduri. În primul rând, se conformează teoriei glotalice, reprezentând oclusivele glotalice cu un apostrof (t’) și omite oclusivele sonore aspirate. În al doilea rând, el înlocuiește semnele laringale abstracte cu presupusele lor valori fonetice: h1 = ʔ (ocluziune glotală), h2 = ʕ (consoană fricativă faringală sonoră), h3 = ʕʷ (consoană fricativă faringală cu rotunjirea buzelor). Kortlandt are, de asemenea, o opinie diferită față de ceilalți cercetători cu privire la gradele de ablaut în multe forme verbale și nominale.

## În cultura populară
O postare pe Language Log menționează că PIE se pretinde a fi folosit într-un scurt dialog între astronauții umani și un „inginer” extraterestru în filmul lui Ridley Scott, Prometheus, dar mai multe comentarii susțin în schimb că nu este PIE, ci este în schimb „pseudo-sanscrită”. Într-o scenă, androidul „David” (interpretat de Michael Fassbender) recită fabula lui Schleicher în fața unui calculator interactiv, în pregătirea primului contact cu „inginerii”. Lingvistul Anil Biltoo a creat dialogul reconstituit al filmului și a avut un rol pe ecran învățându-l pe David fabula lui Schleicher.